# فهرست پرندگان در خطر انقراض
در دسامبر ۲۰۱۹، اتحادیه بین‌المللی حفاظت از طبیعت (IUCN) 460 گونه پرندگان در خطر انقراض را فهرست کرد. از همهٔ گونه‌های پرندگان ارزیابی‌شده، ۴ درصد در فهرست در معرض خطر انقراض قرار دارند. هیچ زیرجمعیت پرنده‌ای توسط IUCN ارزیابی نشده است.
برای اینکه گونه‌ای توسط IUCN در معرض خطر انقراض در نظر گرفته شود، باید معیارهای کمی مشخصی را داشته باشد که برای طبقه‌بندی گونه‌های در معرض «خطر بسیار بالای انقراض» طراحی شده‌اند. گونه‌های در معرض خطر انقراض که معیارهای کمی را برای گونه‌های در معرض خطر برآورده می‌کنند، با خطر بیشتری مواجه هستند. پرندگان در بحران انقراض به‌طور جداگانه فهرست شده‌اند. ۶۸۳ گونه از پرندگان در خطر انقراض یا در بحران انقراض هستند.
علاوه بر این، ۵۳ گونه پرنده (۰٫۴۸٪ از آنهایی که ارزیابی شده‌اند) به عنوان کمبود داده فهرست شده‌اند، به این معنی که اطلاعات کافی برای ارزیابی کامل وضعیت حفاظت وجود ندارد. طبق IUCN، از آنجایی که این گونه‌ها معمولاً پراکنش و/یا جمعیت‌های کوچکی دارند، ذاتاً احتمالاً در معرض خطر هستند. در حالی که ردهٔ کمبود داده نشان می‌دهد که هیچ ارزیابی از خطر انقراض گونه‌ها انجام نشده است، IUCN خاطرنشان می‌کند که ممکن است مناسب باشد که به آن‌ها «به همان درجه توجهی که گونه‌های در معرض تهدید است، حداقل تا زمانی که وضعیت آنها ارزیابی شود» مناسب باشد. .